# Обвинения учёных РФ в шпионаже и разглашении государственной тайны
Обвинения учёных РФ в шпионаже и разглашении государственной тайны — систематические обвинения учёных в России в шпионаже и разглашении государственной тайны, которые стали одной из основ судебных разбирательств и наказаний в 1990-е — 2000-е годы.

## Судебные дела против учёных в современной России

### Дело Моисея Финкеля
В августе 1994 года был задержан научный сотрудник одного из НИИ Санкт-Петербурга Моисей Финкель. Ему было предъявлено обвинение в попытке передачи иностранной разведке сведений о гидроакустических системах. 16 мая 1997 года Московский городской суд приговорил Моисея Финкеля к 12 годам лишения свободы с конфискацией имущества.

### Дело Валентина Моисеева
3 июля 1998 года был задержан заместитель директора 1-го департамента Азии МИД РФ, бывший научный сотрудник Института экономики мировой социалистической системы АН СССР Валентин Моисеев. Ему было предъявлено обвинение в сотрудничестве с разведкой Южной Кореи. 16 декабря 1999 года Московский городской суд приговорил Моисеева к 12 годам лишения свободы с конфискацией имущества. 25 июля 2000 года приговор был отменён судебной коллегией Верховного суда России, дело было направлено на новое разбирательство. 14 августа 2001 года Московский городской суд сократил срок лишения свободы до 4,5 лет.

Валентин Моисеев после отбытия наказания заявил:
Ежели следовать и обвинению, предъявленному мне, и приговору, то, как следует из этих документов, свои шпионские, так сказать, сведения я черпал, воспринимая, как там написано, информацию на научных конференциях и симпозиумах. Вы только вдумайтесь, как можно собирать информацию шпионскую, сидя на этих научных конференциях? Вот эта вот бездоказательность, какая-то натянутость, эта вот глупость, абсурд, это, в общем, то, что и характеризует все дела, шпионские, так называемые, дела против учёных, это и господин Данилов, и господин Сутягин, которые сейчас, так сказать, находятся в заключении.

### Дело Сергея Авраменко
В июне 1999 года был задержан младший научный сотрудник Центрального научно-исследовательского института Министерства обороны РФ
Сергей Авраменко. Ему было предъявлено обвинение в том, что он пытался передать спецслужбам иностранных государств документы о новых видах вооружений. 12 июля 2000 года Московский окружной военный суд приговорил Сергея Авраменко к 4 годам лишения свободы, а также постановил лишить его звания «подполковник» и государственных наград.

### Дело Владимира Щурова
31 августа 1999 года таможенниками Приморского края была задержана аппаратура, направленная в Китай в рамках контракта по исследованиям Тихоокеанского океанологического института. Руководителю лаборатории акустических шумов этого института Владимиру Щурову было предъявлено обвинение в контрабанде, экспорте военных технологий и разглашении государственной тайны. 25 августа 2003 года Приморский краевой суд приговорил его к двум годам лишения свободы условно.

### Дело Игоря Сутягина
27 октября 1999 года в квартире заведующего сектором военно-технической и военно-экономической политики отдела внешнеполитических исследований Института США и Канады РАН Игоря Сутягина был проведён обыск, после чего он был допрошен в качестве свидетеля. Затем был проведён обыск в офисе Сутягина в Институте США и Канады.
29 октября 1999 года в отношении Сутягина было возбуждено уголовное дело по ст. 275 УК РФ и в тот же день к нему была применена мера пресечения в виде заключения под стражу. 5 ноября 1999 года Сутягину было предъявлено обвинение по ст. 275 УК РФ. Ему было предъявлено обвинение в том, что он передал британской фирме Alternative Future секретные сведения о новейших вооружениях. Фирма, по данным ФСБ, не имела никакого отношения к научной деятельности, а принадлежала разведке США.
После окончания предварительного следствия уголовное дело поступило для рассмотрения в Калужский областной суд, по определению которого от 27 декабря 2001 года оно было возвращено прокурору для производства дополнительного расследования «в связи с существенным нарушением уголовно-процессуального закона, допущенным органом предварительного следствия, что привело к стеснению гарантированного законом права обвиняемого Сутягина И. В. на защиту».
В 2003 году начался новый судебный процесс, на этот раз в Московском городском суде.
5 апреля 2004 года коллегия присяжных единогласно признала Сутягина виновным в том, что он в конце 1990-х за вознаграждение передавал секретные сведения американским военным разведчикам Шону Кидд и Наде Локк, работавшим под прикрытием английской фирмы «Альтернатив фьючерс».
7 апреля 2004 года Московский городской суд на основании вердикта коллегии присяжных приговорил Сутягина к 15 годам лишения свободы с отбыванием наказания в колонии строгого режима.
По мнению главы коалиции «Экология и права человека» Эрнста Чёрного, судья Мосгорсуда Марина Комарова препятствовала защите обвиняемого, отказываясь принять к рассмотрению доказательства невиновности, а также заключения независимых экспертов. Сутягин не отрицал, что передавал иностранным гражданам некоторые сведения о России, однако заявлял, что брал информацию из открытых источников — газет и журналов.

### Дело Анатолия Бабкина
4 апреля 2000 года был задержан профессор МГТУ имени Баумана Анатолий Бабкин. Ему было предъявлено обвинение в попытке передачи данных о торпеде «Шквал» американским спецслужбам. 19 февраля 2003 года Московский городской суд приговорил Анатолия Бабкина к восьми годам лишения свободы условно.

### Дело Валентина Данилова
8 мая 2000 года было возбуждено уголовное дело против главы Теплофизического центра при Красноярском техническом университете Валентина Данилова. Ему было предъявлено обвинение в присвоении средств и передаче Китаю сведений, составляющих государственную тайну. 30 декабря 2003 года присяжные Красноярского краевого суда оправдали Валентина Данилова. 24 ноября 2004 года дело было пересмотрено, Данилов был приговорён к 14 годам лишения свободы в колонии строгого режима. Позже Верховный суд России снизил срок до 13 лет.
В 2009 году академики РАН Ю. А. Рыжов и В. Л. Гинзбург и некоторые другие учёные написали обращение директору ФСБ А. В. Бортникову, в котором высказали мнение, что дела Сутягина и Данилова были «грубо и абсолютно бездоказательно» сфабрикованы.

### Дело Владимира Ветрова и Бориса Гольдштейна
16 октября 2001 года Саратовский областной суд приговорил бывших инженеров НПО «Алмаз» Владимира Ветрова и Бориса Гольдштейна к 3 годам лишения свободы. Они обвинялись в том, что пытались продать в Китай СВЧ-излучатели.

### Дело Оскара Кайбышева
8 августа 2006 года Верховный суд Башкортостана приговорил к 6 годам лишения свободы условно основателя и директора Института проблем сверхпластичности металлов РАН Оскара Кайбышева. Он обвинялся в финансовых махинациях, разглашении государственной тайны, передаче в Южную Корею технологий двойного назначения.

### Дело Олега Коробейничева
65-летний Олег Коробейничев, профессор и доктор физико-математических наук, заведующий лабораторией кинетики процессов горения Института химической кинетики и горения Сибирского отделения РАН, известный специалист в области горения, ассоциированный член Американского института астронавтики и аэронавтики был осуждён за разглашение государственной тайны. Главным обвинителем профессора стал начальник УФСБ по Новосибирской области Сергей Савченков.
Директор Института химической кинетики и горения (ИХКиГ) Сибирского отделения РАН Сергей Дзюба, а также академики РАН Юрий Цветков и Юрий Молин, обратились в Общественную палату России с письмом в защиту своего коллеги Олега Коробейничева «Я совершенно убеждён в невиновности Олега Павловича Коробейничева». Учёные подчёркивают, что материалы переданные Коробейничевым «неоднократно публиковались в открытой печати».
25 мая 2007 уголовное дело в отношении Коробейничева было прекращено за отсутствием состава преступления. Теперь учёный добивается официальных извинений от Управления ФСБ по Новосибирской области.

### Дело Святослава Бобышева и Евгения Афанасьева
20 июня 2012 года Святослав Бобышев был приговорён Санкт-Петербургским городским судом к 12 годам колонии строгого режима, Евгений Афанасьев к 12 годам 6 месяцам колонии строгого режима за передачу Китаю сведений о ракетном комплексе «Булава».

### Дело Владимира Лапыгина
6 сентября 2016 Мосгорсуд приговорил Владимира Лапыгина сотрудника ЦНИИмаш к 7 годам строгого режима по статье Государственная измена. Обвиняемый 76 летний учёный, был задержан в 2015 году, ему вменялось сотрудничество с одной из азиатских стран, предположительно Китаем,, сотрудничал со следствием, чем уменьшил срок своего наказания, но не признал свою вину.Учёный был педагогом в МГТУ им. Баумана, а так же начальником центра исследования аэрогазодинамики «ЦНИИмаш» входящего в состав Роскосмоса. Материалы дела находятся под грифом секретно, поэтому процесс проходил в закрытом режиме. Хотя неизвестно, какую именно информацию передавал учёный, известно, что ЦНИИмаш и МГТУ им. Баумана участвуют в разработке Транспортного-энергетического модуля на основе ядерной установки. А Китай в 2016 предложил России совместную работу в рамках проектов по освоению солнечной системы,, а в 2017 году объявил о том, что намерен использовать ядерные технологии для освоения космоса.

## Мнения о правомерности осуждения учёных
Всероссийский чрезвычайный съезд в защиту прав человека и редакция журнала «Карта» заявляли в 2001 году о «шпиономании» в российских спецслужбах.
Лауреат Нобелевской премии по физике В. Л. Гинзбург, академик РАН Ю. А. Рыжов, Людмила Алексеева, Сергей Ковалёв, Алексей Симонов, Марк Розовский, Никита Белых, Григорий Явлинский обращались к президенту Владимиру Путину с просьбой помиловать Сутягина и Данилова, как несправедливо наказанных, а также «тщательно разобраться» с «другими случаями» отсутствия состава преступления или несоответствия наказания. Впоследствии академики Виталий Гинзбург, Евгений Александров, Эдуард Кругляков, Юрий Рыжов просили директора ФСБ Александра Бортникова пересмотреть обвинения.
Юрий Рыжов сказал, что процессы над учёными носили характер политического преследования, и что преследования особенно ужесточились с 2003 года ФСБ и предшествующая организация обвиняла в государственной измене учёных из следующего списка.
- Вил Мирзаянов;[29].
- Игорь Сутягин (задержан 27 октября 1999 года, оправдан в декабре 2001, в 2003 году процесс начат снова);[10]
- Валентин Данилов;
- Анатолий Бабкин;
- Оскар Кайбышев;
- Олег Коробейничев и другие.

Правозащитная организация Международная амнистия назвала Игоря Сутягина политическим заключённым. Юрий Рыжов заявил о подвластности российских судов ФСБ в делах Данилова и Сутягина.
Президент России В. В. Путин и его подчинённые (в том числе министр юстиции Юрий Чайка) не отреагировали на просьбы и прошения о пересмотре уголовных дел осуждённых учёных, исходившие со стороны ряда известных деятелей науки и некоторых правозащитников, либо отказали в помиловании.

## Мнения о последствиях судебных процессов против учёных в России
Председатель Московской Хельсинкской группы Людмила Алексеева в 2002 году заявила, что если не остановить шпиономанию, то будут быстро свёрнуты и деловые, и академические контакты с Россией: «Прошло всего 10 лет с тех пор, как пал железный занавес, и если хотя бы один „шпионский“ процесс закончится обвинительным приговором, мы снова окажемся в закрытой стране».